# خيامية (ثقافة)
خطأ لوا في وحدة:Navbar على السطر 58: عنوان غير صحيح العصر الحجري القديم.

الخيامية هي فترة من العصر الحجري الحديث القريب الشرقي، مما يمثل الانتقال بين نطوفية والعصر الحجري الحديث ما قبل الفخار. بعض المصادر من وقت تأريخه يعود إلى حوالي 10,000 إلى 9,500 قبل الميلاد (12,000-11,500 قبل الميلاد)، في حين أن التسلسل الزمني ASPRO يعود إلى ما بين 12,200 و 10,800 قبل الميلاد. لذلك على أي حال، فإن القرون الختامية من الأصغر الجافة كحدث مناخي.

## نظرة عامة
يعود اسم الخيامية إلى موقع الخيام، الواقع على ضفاف البحر الميت، حيث استعاد الباحثون أقدم رؤوس سهام من حجر الصوان، مع الشقوق الجانبية، ما يسمى بـ «أسلات الخيام». لقد عملوا على تحديد مواقع هذه الفترة، التي توجد في فلسطين التاريخية، وكذلك في الأردن (الأزرق) وسيناء (أبو ماضي)، وإلى الشمال حتى الفرات الأوسط (مريبت).
وبصرف النظر عن ظهور رؤوس أسهم الخيامية، توضع الخيامية في استمرارية للنطوفية، دون أي ابتكارات تقنية رئيسية. ومع ذلك، تم بناء المنازل لأول مرة على مستوى الأرض نفسه، وليس نصف تحت الأرض كما كان يحدث سابقا. خلاف ذلك، كان حاملو ثقافة الخيامية لا يزالون صيادين وجامعي، وكانت الزراعة في ذلك الوقت لا تزال بدائية إلى حد ما، بناء على ما تم الإبلاغ عنه في مواقع هذه الفترة. تظهر الاكتشافات الجديدة أنه في الشرق الأوسط والأناضول تم إجراء بعض التجارب على الزراعة بواسطة 10,900 قبل الميلاد. وأنه ربما كان هناك بالفعل تجارب على معالجة الحبوب البرية بنحو 19,000 قبل الميلاد في اوهالو الثاني (Ohalo II).
يلاحظ في الخيامية أيضا حدوث تغيير في الجوانب الرمزية للثقافة، كما يتضح من ظهور تماثيل صغيرة للإناث، وكذلك من خلال دفن جماجم الأرخص. وفقا لجاك كوفين، إنها بداية عبادة المرأة والثور، كما يتضح في الفترات التالية من العصر الحجري الحديث القريب.
كانت العمارة الأكبر والأكثر زخرفة/مزينة في نهاية هذه الفترة في شمال بلاد الشام، مع مبنى التجمع المشترك في جرف الأحمر، والمجمعات الاحتفالية الضخمة في غوبيكلي تبه (Göbekli Tepe).